# Централно-западен регион (Буркина Фасо)
Централно-западният регион (на френски: Centre-Ouest) на Буркина Фасо е с площ 21 726 квадратни километра и население 1 643 388 души (по изчисления за юли 2018 г.). Граничи със съседната на Буркина Фасо държава Гана. Столицата на региона е град Кудугу, разположен на около 100 километра от столицата на Буркина Фасо Уагадугу. Централно-запданият регион е разделен на 4 провинции – Булкиемде, Сангуие, Сисили и Зиро.